# Misericordiae Vultus
Misericordiae Vultus (“El Rostro de la Misericordia”) es la bula con la que el papa Francisco convocó el Jubileo de la Misericordia el día 11 de abril de 2015, víspera de Fiesta de la Divina Misericordia. Fue leída en la plaza de San Pedro, ante la Puerta Santa, por el protonotario apostólico Leonardo Sapienza en presencia del papa y muchos cardenales y obispos, para extenderla a toda la Iglesia.
La bula consta de 25 párrafos. En los primeros establece las explicaciones teológico-espirituales de la misericordia y destaca el «misterio de la misericordia». Proclama la apertura del Año Santo el 8 de diciembre de 2015, en coincidencia con el quincuagésimo aniversario de la clausura del Concilio Vaticano II. Según el papa Francisco, «la Iglesia siente la necesidad de mantener vivo este evento».

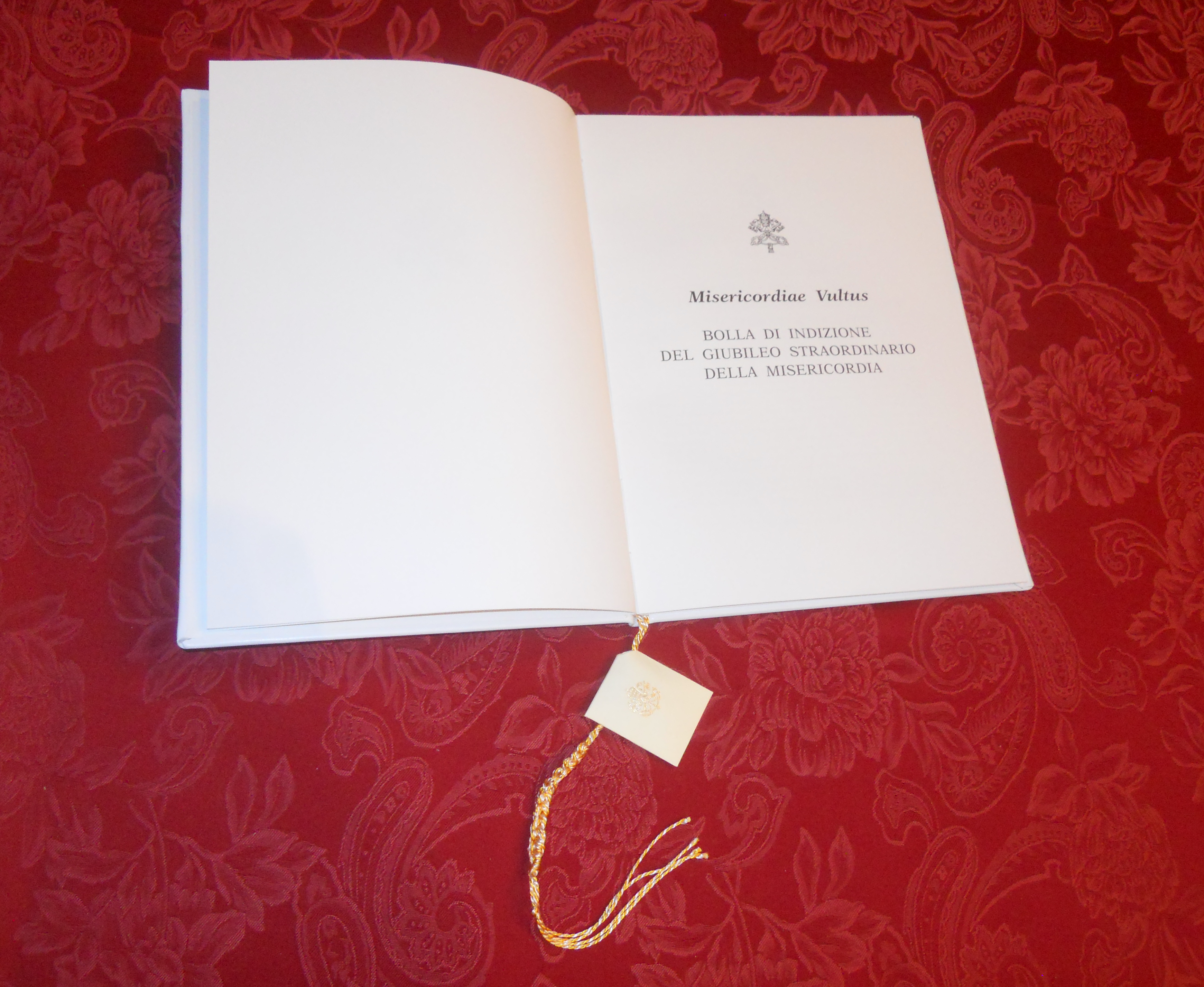
Vista del texto de la bula.